# Werner Hilpert
Pour les articles homonymes, voir Hilpert.
Werner Johannes Hilpert (né le 17 janvier 1897 à Leipzig et mort le 24 février 1957 à Oberursel) est un homme politique allemand (Zentrum, puis plus tard CDU). 

## Biographie
Werner Hilpert est le fils aîné de Johann Baptist et Martha Hilpert, née Rabe. Son père gravit les échelons de graveur à chef de département chez Giesecke & Devrient. Après avoir terminé le collège, Hilpert étudie au lycée humaniste Nicolai. En raison de ses bonnes performances, il reçoit une bourse après avoir obtenu son diplôme d'études secondaires et commence à étudier l' économie, le droit et la philosophie en avril 1916. Il doit interrompre ses études en juillet car il est appelé au service militaire. Il participe aux combats en Roumanie et à partir de 1918 en France. Hilpert reçoit la médaille Frédéric-Auguste en argent pour ses services militaires en tant que chef d'une compagnie de lanceurs de mines. En outre, il reçoit la croix de fer 2e classe. Après son retour de la guerre, il reprend ses études et obtient son doctorat en philosophie en juillet 1920. En tant qu'étudiant, Hilpert devient membre de l'association étudiante catholique Teutonia Leipzig dans la KV, à laquelle il reste toujours connecté. 
Hilpert décide alors de poursuivre une carrière dans les affaires. Il trouve son premier emploi à la banque d'État de Saxe à Leipzig, qui est en cours de création, et change de poste six mois plus tard en tant qu'assistant de la Leipziger Verband des Einzelhandels. Fin 1922, il assume la fonction de syndic, dont la tâche est de régler les questions économiques relatives aux entrepreneurs et aux employeurs du commerce de détail. Avec son ami et collègue Otto Kitzinger, il publie le magazine "Der Einzelhandelsdienst". De 1922 à la fin 1932, Hilpert reprend le poste de directeur général de l'Association des négociants en linoléum allemands, un cartel de prix, en plus de ses activités au sein de la Leipziger Einzelhandelsverband. 
De 1932 à 1937, Hilpert est président de l'Action catholique en Saxe et s'oppose ouvertement au national-socialisme. En collaboration avec Carl Goerdeler, il est consultant et représentant autorisé des citoyens juifs pour "l'aryanisation". Lors de la nuit de Cristal en 1938, son bureau dans un immeuble commercial juif est victime d'un incendie. Puis il s'est incarcéré à cause de sa résistance au national-socialisme 5 ans et demi au camp de concentration de Buchenwald où il est membre du Comité du Front Populaire de Buchenwald. La rencontre avec Eugen Kogon, également détenu, conduit à une amitié à vie. Après la libération du camp par les Américains en 1945, il était l'un des cinq Allemands au Comité international du camp de Buchenwald. Ses fonctions comprennent les soins médicaux et la sécurité alimentaire. Son nom figure sur les "listes blanches" des Américains et il est donc chargé de certaines tâches du gouvernement militaire américain. 
L'Américain Ernest Biberfield (District Information Services Control Command) informe sa famille de la prise de contrôle précoce de la Thuringe par les puissances occupantes soviétiques et de la perte de son fils Werner Hilpert Jr., disparu sur le front Ouest. C'est pourquoi Hilpert se rend dans la zone américaine à l'invitation du quartier général américain à Francfort, où il est nommé directeur général de la Chambre de commerce et d'industrie de Francfort sur recommandation du gouvernement militaire. 
Hilpert poursuit deux objectifs à court terme avec la Chambre de commerce. D'une part, il veut faire de la Chambre une institution démocratique et, d'autre part, il veut créer une autorité administrative politique de plus haut niveau pour l'ensemble de la région Rhin-Main. Selon Hilbert, les quartiers politiques doivent répondre aux besoins de l'économie. Il propose au gouvernement militaire de créer une chambre de commerce Rhin-Main. Il espère que cela coordonnera généralement le travail conjoint et deviendra plus efficace pour représenter les intérêts des associations. Le 7 août, des représentants de neuf chambres hessoises différentes se réunissent et décident de tenir des réunions régulières en août pour parvenir à une position unifiée sur certaines questions. Hilpert a l'intention d'étendre les contacts de la chambre au-delà de la zone américaine. Il contacte donc les chambres des zones britannique et française et invite leurs représentants à des réunions. Les chambres de commerce de Hesse prennent rapidement une position de pionnier en Allemagne. 
De 1952 jusqu'à sa mort, il est président et directeur financier de la Deutsche Bundesbahn . 

## Politique
Hilpert, qui est conseiller municipal à Leipzig de 1926 à 1933, devient président de l'État du parti Zentrum en Saxe en 1932. En 1933, il perd toutes ses fonctions en raison de la prise de pouvoir par les national-socialistes et de la dissolution du Zentrum. Après 1945, il est l'un des cofondateurs de la CDU en Hesse et en devient le premier président d'État, qu'il reste jusqu'en 1952. Dès le 1er novembre 1945 au 5 janvier 1947, il est vice-premier ministre de l'État de Hesse dans le cabinet Geiler, le gouvernement de tous les partis de Karl Geiler, en 1946-1947, il est ministre de l'Économie et des Transports, et dans le cabinet Stock du 6 janvier 1947 à 1950, il est ministre des Finances. Au cours du débat sur la restitution des biens juifs volés ou confisqués, il publie un communiqué de presse au début des années 1950 en tant que ministre des Finances de la Hesse, dans lequel il estime le volume à rembourser à 37 milliards de Deutschemarks (97 milliards d’euros aujourd’hui) et commente : "Si nous devions augmenter ce montant, nous devrions tous ouvrir le robinet de gaz". En tant que ministre des Finances de la Hesse, Hilpert investi des sommes importantes dans le système éducatif de basse altitude, qu'il considère comme la pierre angulaire de la création d'une démocratie solide. Il est député au Bundestag pendant quelques semaines au cours de la première législature jusqu'à sa démission le 10 octobre 1949. 
Il est membre du Landtag de Hesse en 1946/47 et 1950-1952. 

## Honneurs
En 1956, il est fait grand commandeur de l'ordre du Mérite de la République fédérale d'Allemagne. Hilpert devient philistin honoraire des liaisons KV Nassovia-Giessen et Staufia-Francfort. Un grand nombre de rues portent le nom de Werner Hilpert, par exemple, à Wiesbaden, Cassel, Neu-Isenburg, Dietzenbach et à Darmstadt. À Oberursel, une colonie, la colonie Dr. Werner Hilpert, porte son nom et un petit mémorial a été érigé. Il y a un Hilpertweg dans une colonie ferroviaire à Hambourg-Eidelstedt depuis 1964. Un monument y est également érigé dès les années 1960. 

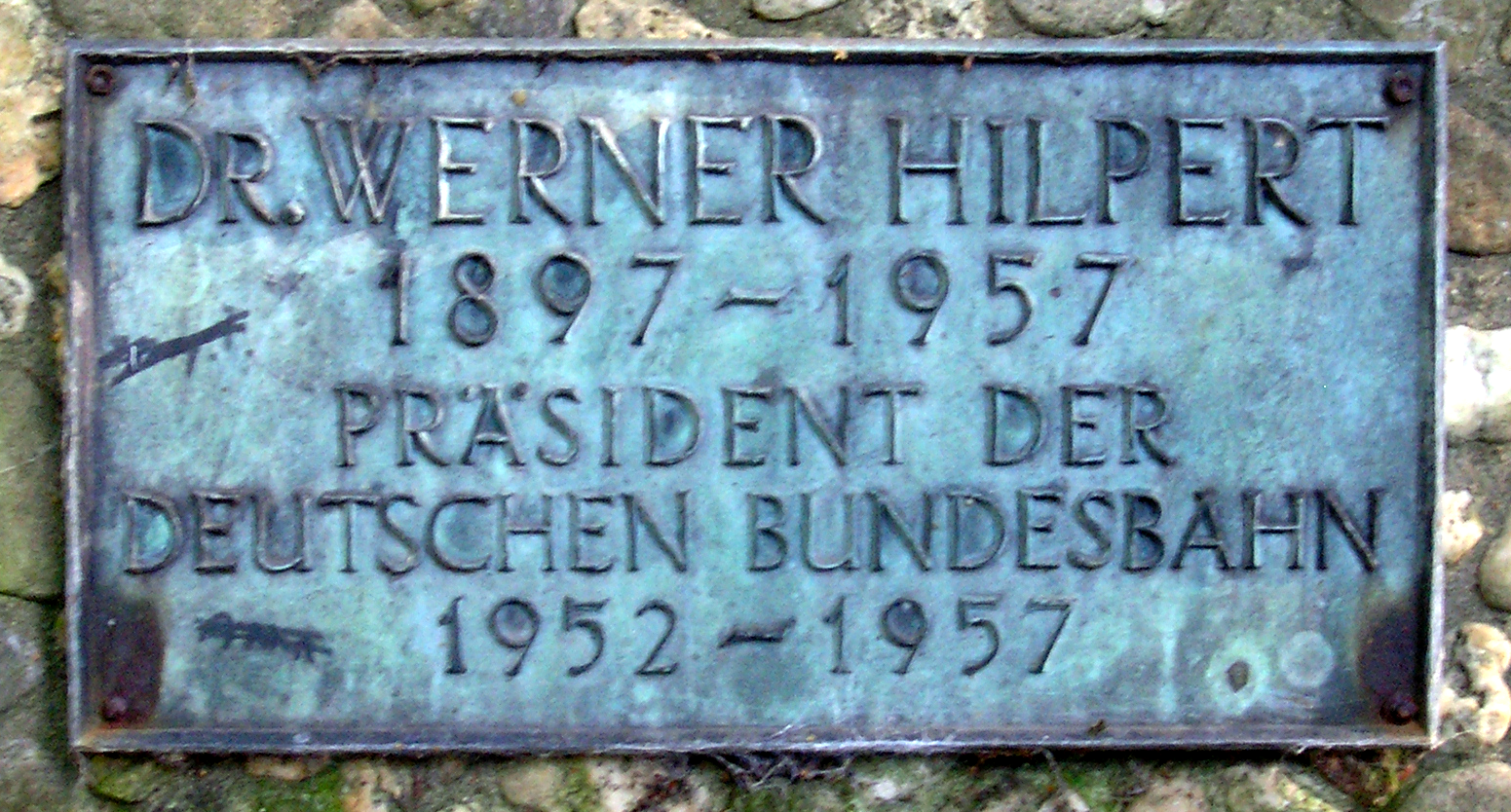
Plaque métallique avec les noms et les dates de Werner Hilpert. Il est attaché au mémorial de Hambourg-Eidelstedt.